# Gizo Mamageishvili
Gizo Mamageishvili (in georgiano გიზო მამაგეიშვილი?; Tbilisi, 15 gennaio 2003) è un calciatore georgiano, centrocampista dell'Iberia 1999.

## Biografia
Ha un fratello gemello, Otar, a sua volta calciatore professionista.

## Carriera

### Club
Cresciuto nel settore giovanile del Saburtalo Tbilisi, ha debuttato in prima squadra il 10 dicembre 2021 nell'incontro di Erovnuli Liga vinto 2-1 contro il Samt'redia. Ha segnato il suo primo gol il 18 marzo 2023, sempre contro il Samtredia.

### Nazionale
Ha giocato nelle nazionali giovanili georgiane Under-17, Under-19 ed Under-21.

## Statistiche

### Presenze e reti nei club
Statistiche aggiornate all'11 giugno 2025.
| Stagione        | Squadra         | Campionato      | Campionato | Campionato | Coppe nazionali | Coppe nazionali | Coppe nazionali | Coppe continentali | Coppe continentali | Coppe continentali | Altre coppe | Altre coppe | Altre coppe | Totale | Totale | Totale |
| Stagione        | Squadra         | Comp            | Pres       | Reti       | Comp            | Pres            | Reti            | Comp               | Pres               | Reti               | Comp        | Pres        | Reti        | Pres   | Reti   |        |
| --------------- | --------------- | --------------- | ---------- | ---------- | --------------- | --------------- | --------------- | ------------------ | ------------------ | ------------------ | ----------- | ----------- | ----------- | ------ | ------ | ------ |
| 2020            | Iberia 1999     | EL              | 1          | 0          | CG              | 0               | 0               |                    | -                  | -                  |             | -           | -           | 1      | 0      |        |
| 2021            | Iberia 1999     | EL              | 3          | 0          | CG              | 1               | 0               |                    | -                  | -                  |             | -           | -           | 4      | 0      |        |
| 2022            | Iberia 1999     | EL              | 20         | 0          | CG              | 4               | 0               | UECL               | 3                  | 0                  | SG          | 0           | 0           | 27     | 0      |        |
| 2023            | Iberia 1999     | EL              | 29         | 4          | CG              | 3               | 0               | -                  | -                  | -                  | -           | -           | -           | 32     | 4      |        |
| 2024            | Iberia 1999     | EL              | 24         | 6          | CG              | 1               | 0               | UECL               | 4                  | 0                  | SG          | 2           | 0           | 31     | 6      |        |
| 2025            | Iberia 1999     | EL              | 18         | 4          | CG              | 0               | 0               | -                  | -                  | -                  | -           | -           | -           | 18     | 4      |        |
| Totale carriera | Totale carriera | Totale carriera | 95         | 14         |                 | 9               | 0               |                    | 7                  | 0                  |             | 2           | 0           | 113    | 14     |        |

## Palmarès

### Club

#### Competizioni nazionali
- Coppa di Georgia: 2

Saburtalo Tbilisi: 2021, 2023
- Campionato georgiano: 1

Saburtalo Tbilisi: 2024